# 1956 na Coreia do Sul
Esta é uma cronologia dos principais fatos ocorridos no ano de 1956 na Coreia do Sul.

## Incumbente
- Presidente – Syngman Rhee (1948–1960)

## Eventos
- 15 de maio – É realizada a eleição presidencial. Syngman Rhee é reeleito para um terceiro mandato.

## Esportes
- 26 de janeiro a 5 de fevereiro – Participação da Coreia do Sul nos Jogos Olímpicos de Inverno de 1956, em Cortina d'Ampezzo, na Itália
- 22 de novembro a 8 de dezembro – Participação da Coreia do Sul nos Jogos Olímpicos de Verão de 1956, em Melbourne, na Austrália, terminando na 29ª posição

## Nascimentos
- 18 de junho – Yoo Dong-geun, ator
- 20 de junho – Cho Chikun, jogador de Go
- 1 de agosto – Ku Ok-hee, golfista (m. 2013)
- 1 de dezembro – Yim Tae-hee, político